# Adam Armstrong
Adam James Armstrong, född 10 februari 1997 i Newcastle upon Tyne, är en engelsk fotbollsspelare (anfallare) som spelar för West Bromwich Albion, på lån från Southampton.

## Klubbkarriär
Den 10 augusti 2021 värvades Armstrong av Southampton, där han skrev på ett fyraårskontrakt. Den 4 februari 2025 lånades Armstrong ut till West Bromwich Albion på ett låneavtal över resten av säsongen 2024/2025.

## Meriter
Blackburn Rovers
- EFL League One: andraplats 2017/2018

England U17
- U17-Europamästerskapet: 2014

England U20
- U20-världsmästerskapet: 2017[3]

England U21
Toulon Tournament: 2018